# عملیات ضدتروریسم ژانویه ۲۰۱۵ بلژیک
در ۱۵ ژانویهٔ ۲۰۱۵، پلیس بلژیک به نقاطی در ورویه، بلژیک یورش برد. به گفتهٔ منابع خبری، این حملات یک سری عملیات ضدتروریستی علیه تندروهای اسلامگرا بود.

## عملیات
عملیات منجر به تیراندازی شدید شد و دو مظنون در این حملات جان خود را از دست دادند، و یک نفر به‌شدت زخمی شد.
سایر عملیات‌ها در بروکسل و شهرهای مجاور شئربئک، سن-ژان-مولنبیک، ویلوورد و زوانتم انجام شد. گزارش شد که یک فرد مسلح در بروکسل دستگیر شده‌است.
دادستانی بلژیک اظهار داشت که این یورش‌ها عملیاتی علیه یک گروه تروریستی جهادی بود، که گفته می‌شود با داعش ارتباط داشتند، و در آستانهٔ انجام یک حملهٔ تروریستی بودند.
پلیس بلژیک، ارتباط این افراد را با تیراندازی در دفتر شارلی ابدو در کشور همسایه، فرانسه بررسی کرد. و ادعا کرد افرادی که در این حمله کشته شدند، به اسم‌های Redouane Hagaoui و Tarik Jadaoun، قصد حمله به فروشندگان مجله نسخهٔ ۱۱۷۸ شارلی ابدو داشتند. آنانی که مجله را پس از حمله پاریس در دکه یا فروشگاه خود فروختند.

## واکنش
در ۱۷ ژانویهٔ ۲۰۱۵، دولت بلژیک استقرار نیروها را در سراسر بلژیک برای دفاع از اهداف بالقوه تروریستی آغاز کرد.

## محاکمه
دادگاه دادرسی علیه ۱۶ نفر از اعضای گروه تروریستی متلاشی‌شده در شهر ویلوورد در سال ۲۰۱۶ آغاز شد. ۹ نفر از متهمان هنوز در زندان بودند و به‌طور غیرحضوری محاکمه شدند، از جمله دو نفر بلژیکی، ۵ فرانسوی، یک نفر مراکشی و یک تبعهٔ هلند، که تصور می‌شد برای داعش در سوریه می‌جنگند. پلیس بلژیک گفت این گروه در آستانهٔ انجام یک حملهٔ هماهنگ‌شده جهت کشتن افسران پلیس در معابر عمومی و ایستگاه‌های پلیس بودند. در طول یورش، پلیس «اسلحه‌های کلاشنیکف، مواد منفجره، مهمات و تجهیزات ارتباطی - به همراه یونیفرم‌های پلیس را که می‌توانست مورد استفاده قرار گیرد» پیدا کرد.
مشخص شد که این گروه توسط عبدالحمید اباعود از طریق تلفن از آتن هدایت می‌شد که از دستگیری در پایتخت یونان فرار کرد. وی که بعداً عضوی از گروه تروریستی داعش در بروکسل شد، نقش اصلی طراح حملات نوامبر ۲۰۱۵ پاریس بود.
در سال ۲۰۱۶، اعضای دستگیرشدهٔ این گروه، از ۸ تا ۱۶ سال به زندان محکوم شدند.